# Single numer jeden w roku 1972 (Japonia)
Notowanie Weekly Singles Chart (jap. 週間シングルチャート Shūkan Shinguru Chāto) przedstawia najlepiej sprzedające się single w Japonii. Publikowane jest ono przez magazyn Oricon Style, a dane kompletowane są przez Oricon w oparciu o cotygodniowe wyniki sprzedaży fizycznej singli. Poniżej znajdują się tabele prezentujące najpopularniejsze single w danych tygodniach w roku 1972.

## Oricon Weekly Singles Chart
| Data            | Utwór                                                 | Wykonawca                 | Źródło |
| --------------- | ----------------------------------------------------- | ------------------------- | ------ |
| 3 stycznia      | „Ame no midōsuji” (jap. 雨の御堂筋)                   | Ouyang Fei Fei            | [ 1 ]  |
| 10 stycznia     | „Akuma ga nikui” (jap. 悪魔がにくい)                  | Takao Hirata & Sell Stars | [ 1 ]  |
| 17 stycznia     | „Akuma ga nikui” (jap. 悪魔がにくい)                  | Takao Hirata & Sell Stars | [ 1 ]  |
| 23 stycznia     | „Akuma ga nikui” (jap. 悪魔がにくい)                  | Takao Hirata & Sell Stars | [ 1 ]  |
| 31 stycznia     | „Akuma ga nikui” (jap. 悪魔がにくい)                  | Takao Hirata & Sell Stars | [ 1 ]  |
| 7 lutego        | „Akuma ga nikui” (jap. 悪魔がにくい)                  | Takao Hirata & Sell Stars | [ 1 ]  |
| 14 lutego       | „Wakare no asa” (jap. 別れの朝)                       | Pedro & Capricious        | [ 1 ]  |
| 21 lutego       | „Wakare no asa” (jap. 別れの朝)                       | Pedro & Capricious        | [ 1 ]  |
| 28 lutego       | „Wakare no asa” (jap. 別れの朝)                       | Pedro & Capricious        | [ 1 ]  |
| 6 marca         | „Wakare no asa” (jap. 別れの朝)                       | Pedro & Capricious        | [ 1 ]  |
| 13 marca        | „Chiisana koi” (jap. ちいさな恋)                      | Mari Amachi               | [ 1 ]  |
| 20 marca        | „Chiisana koi” (jap. ちいさな恋)                      | Mari Amachi               | [ 1 ]  |
| 27 marca        | „Chiisana koi” (jap. ちいさな恋)                      | Mari Amachi               | [ 1 ]  |
| 3 kwietnia      | „Chiisana koi” (jap. ちいさな恋)                      | Mari Amachi               | [ 1 ]  |
| 10 kwietnia     | „Aisuru Harmony” (jap. 愛するハーモニー)              | The New Seekers           | [ 1 ]  |
| 17 kwietnia     | „Yoake no teishaba” (jap. 夜明けの停車場)             | Shōji Ishibashi           | [ 1 ]  |
| 24 kwietnia     | „Yoake no teishaba” (jap. 夜明けの停車場)             | Shōji Ishibashi           | [ 1 ]  |
| 1 maja          | „Yoake no teishaba” (jap. 夜明けの停車場)             | Shōji Ishibashi           | [ 1 ]  |
| 8 maja          | „Taiyō ga kureta kisetsu” (jap. 太陽がくれた季節)     | Aoi Sankaku Jōgi          | [ 1 ]  |
| 15 maja         | „Seto no hanayome” (jap. 瀬戸の花嫁)                  | Rumiko Koyanagi           | [ 1 ]  |
| 22 maja         | „Seto no hanayome” (jap. 瀬戸の花嫁)                  | Rumiko Koyanagi           | [ 1 ]  |
| 29 maja         | „Seto no hanayome” (jap. 瀬戸の花嫁)                  | Rumiko Koyanagi           | [ 1 ]  |
| 5 czerwca       | „Seto no hanayome” (jap. 瀬戸の花嫁)                  | Rumiko Koyanagi           | [ 1 ]  |
| 12 czerwca      | „Hitori janai no” (jap. ひとりじゃないの)             | Mari Amachi               | [ 1 ]  |
| 19 czerwca      | „Hitori janai no” (jap. ひとりじゃないの)             | Mari Amachi               | [ 1 ]  |
| 26 czerwca      | „Hitori janai no” (jap. ひとりじゃないの)             | Mari Amachi               | [ 1 ]  |
| 3 lipca         | „Hitori janai no” (jap. ひとりじゃないの)             | Mari Amachi               | [ 1 ]  |
| 10 lipca        | „Hitori janai no” (jap. ひとりじゃないの)             | Mari Amachi               | [ 1 ]  |
| 17 lipca        | „Hitori janai no” (jap. ひとりじゃないの)             | Mari Amachi               | [ 1 ]  |
| 24 lipca        | „Sayonara o suru tame ni” (jap. さよならをするために) | Billy BanBan              | [ 1 ]  |
| 31 lipca        | „Sayonara o suru tame ni” (jap. さよならをするために) | Billy BanBan              | [ 1 ]  |
| 7 sierpnia      | „Tabi no yado” (jap. 旅の宿)                          | Takuro Yoshida            | [ 1 ]  |
| 14 sierpnia     | „Tabi no yado” (jap. 旅の宿)                          | Takuro Yoshida            | [ 1 ]  |
| 21 sierpnia     | „Tabi no yado” (jap. 旅の宿)                          | Takuro Yoshida            | [ 1 ]  |
| 28 sierpnia     | „Tabi no yado” (jap. 旅の宿)                          | Takuro Yoshida            | [ 1 ]  |
| 4 września      | „Tabi no yado” (jap. 旅の宿)                          | Takuro Yoshida            | [ 1 ]  |
| 11 września     | „Kyō no niwaka ame” (jap. 京のにわか雨)               | Rumiko Koyanagi           | [ 1 ]  |
| 18 września     | „Kyō no niwaka ame” (jap. 京のにわか雨)               | Rumiko Koyanagi           | [ 1 ]  |
| 25 września     | „Kyō no niwaka ame” (jap. 京のにわか雨)               | Rumiko Koyanagi           | [ 1 ]  |
| 2 października  | „Niji o watatte” (jap. 虹をわたって)                  | Mari Amachi               | [ 1 ]  |
| 9 października  | „Niji o watatte” (jap. 虹をわたって)                  | Mari Amachi               | [ 1 ]  |
| 16 października | „Niji o watatte” (jap. 虹をわたって)                  | Mari Amachi               | [ 1 ]  |
| 23 października | „Niji o watatte” (jap. 虹をわたって)                  | Mari Amachi               | [ 1 ]  |
| 30 października | „Onna no michi” (jap. 女のみち)                       | Shiro Miya & Pinkara Trio | [ 1 ]  |
| 6 listopada     | „Onna no michi” (jap. 女のみち)                       | Shiro Miya & Pinkara Trio | [ 1 ]  |
| 13 listopada    | „Onna no michi” (jap. 女のみち)                       | Shiro Miya & Pinkara Trio | [ 1 ]  |
| 20 listopada    | „Onna no michi” (jap. 女のみち)                       | Shiro Miya & Pinkara Trio | [ 1 ]  |
| 27 listopada    | „Onna no michi” (jap. 女のみち)                       | Shiro Miya & Pinkara Trio | [ 1 ]  |
| 4 grudnia       | „Onna no michi” (jap. 女のみち)                       | Shiro Miya & Pinkara Trio | [ 1 ]  |
| 11 grudnia      | „Onna no michi” (jap. 女のみち)                       | Shiro Miya & Pinkara Trio | [ 1 ]  |
| 18 grudnia      | „Onna no michi” (jap. 女のみち)                       | Shiro Miya & Pinkara Trio | [ 1 ]  |
| 25 grudnia      | „Onna no michi” (jap. 女のみち)                       | Shiro Miya & Pinkara Trio | [ 1 ]  |